# Bob Falkenburg
Robert "Bob" Falkenburg, född 29 januari 1926 i New York, död 6 januari 2022 i Santa Ynez, Santa Barbara County, Kalifornien, var en amerikansk tennisspelare. Bob Falkenburg upptogs 1974 i the International Tennis Hall of Fame.

## Tenniskarriären
Bob Falkenburg rankades 1948 som bästa notering världsjua bland amatörspelare i tennis, men var under flera år en av de bästa amerikanska spelarna. Under karriären vann han tre titlar i Grand Slam (GS)-turneringar, varav en i singel och två i dubbel.  
Falkenburg är kanske mest känd för sin sensationella seger i finalen i Wimbledonmästerskapen 1948 över den australiske spelaren John Bromwich. Falkenburg var seedad nummer sju i det årets mästerskap, och hade i kvartsfinalen besegrat svensken Lennart Bergelin (som i samma turnering oväntat besegrat toppseedade Frank Parker). I semifinalen vann Falkenburg över amerikanen och dubbelspelcialisten Gardnar Mulloy. Finalmatchen var jämn och gick till fem set. Bromwich ledde detta avgörande set med 5-3 och 40-15 i egen serve, det vill säga han hade två matchbollar. Bromwich servade men Falkenburg svarade med utomordentliga passerslag med backhand. Falkenburg lyckades vända och vann slutligen med 7-5, 0-6, 6-2, 3-6, 7-5. 
Falkenburg vann sin första GS titel tillsammans med landsmannen Jack Kramer i dubbel i Amerikanska mästerskapen 1944. År 1947 vann de två dubbeltiteln i Wimbledon. Han nådde semifinalen i Amerikanska mästerskapen 1946 och kvartsfinal 1947. Han förlorade båda mot sin dubbelpartner Kramer. 
Bob Falkenburg spelade Davis Cup 1954 och 1955, dock med föga framgång. Av sina tio matcher förlorade han sju. Eftersom han efter sitt giftermål flyttat till Brasilien,  spelade han i det brasilianska DC-laget.   

## Spelaren och personen
Bob Falkenburg kom från en mycket tennisintresserad familj där alla spelade tennis. Två av hans syskon deltog också i Amerikanska mästerskapen. Han är känd som den amerikanske spelare som i slutet av 1940-talet hade den absolut hårdaste serven. Han är också känd för sin ovana att lägga in otillåtna pauser i spelet. Han kunde exempelvis vid upprepade tillfällen sjunka ner på knä för att knyta sina skosnören. Detta gjorde honom stundtals impopulär bland såväl motspelare som publik. Han använde denna taktik flitigt under Wimbledonfinalen 1948 för att på så sätt få extra vilopauser, samtidigt som han fick Bromwich ur balans. Under den senare delen av karriären använde han allt mer sällan denna taktik. 
Falkenburg var lång och kallades Daddy Longlegs med hänvisning till hans långa kliv på banan. För sin vana att ta otillåtna pauser vid spel nedsjunken på knäna, kallades han Praying Mantis (Bönsyrsan).

## Grand Slam-titlar
- Wimbledonmästerskapen
  - Singel - 1948
  - Dubbel - 1947
- Amerikanska mästerskapen
  - Dubbel - 1944